# Nowica (województwo małopolskie)

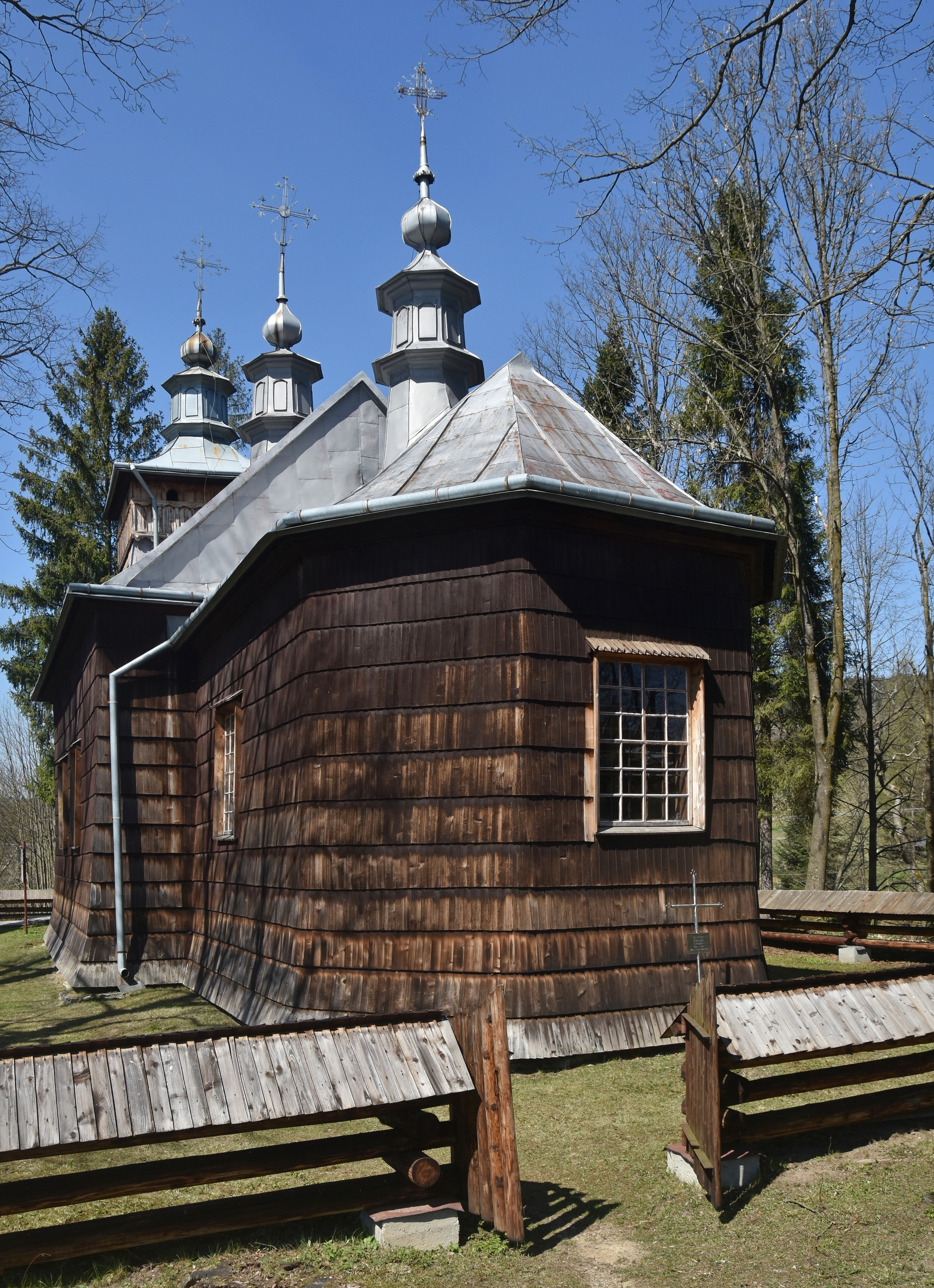
Cerkiew od strony wschodniej

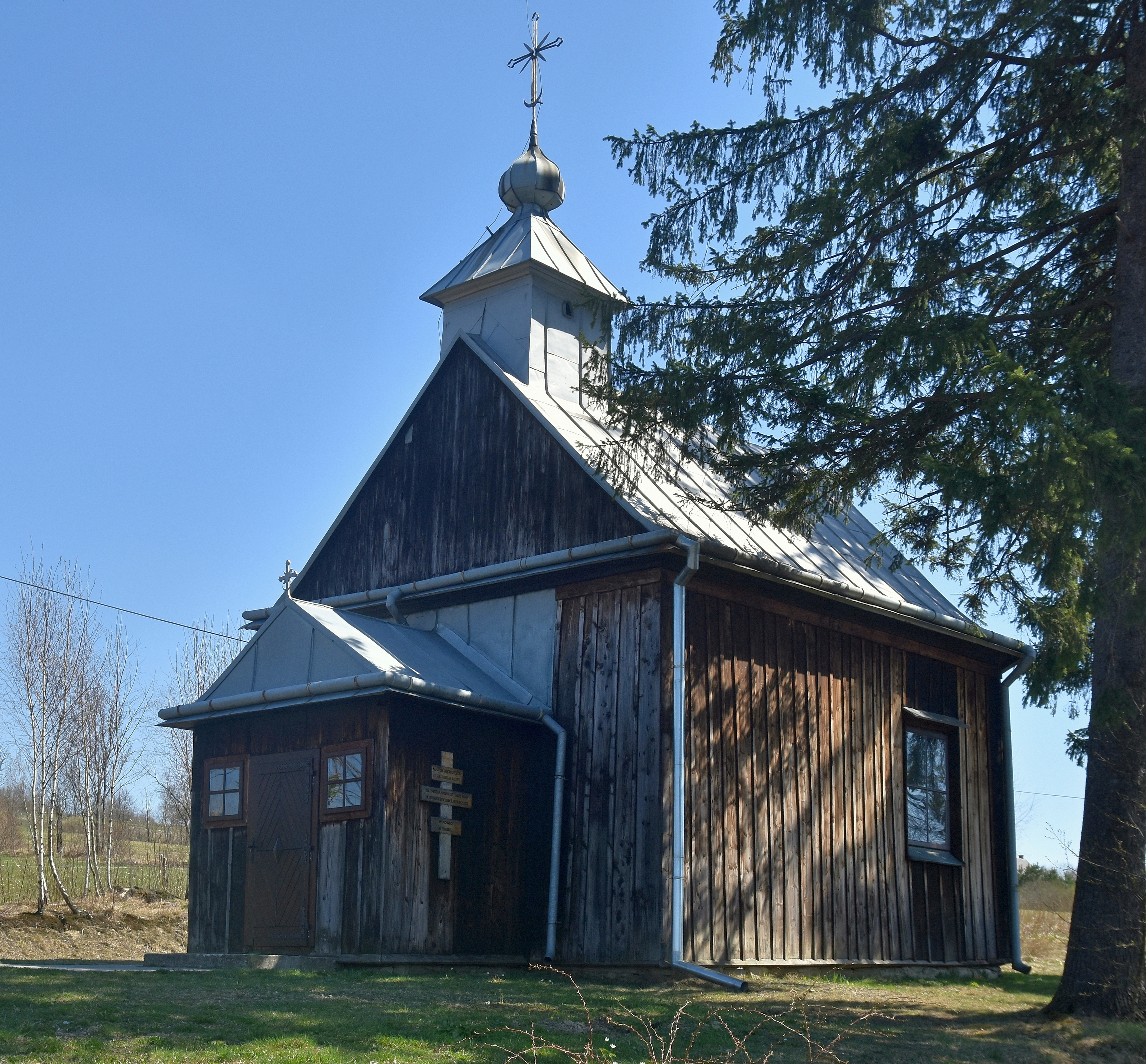
Kaplica Zaśnięcia Bogurodzicy

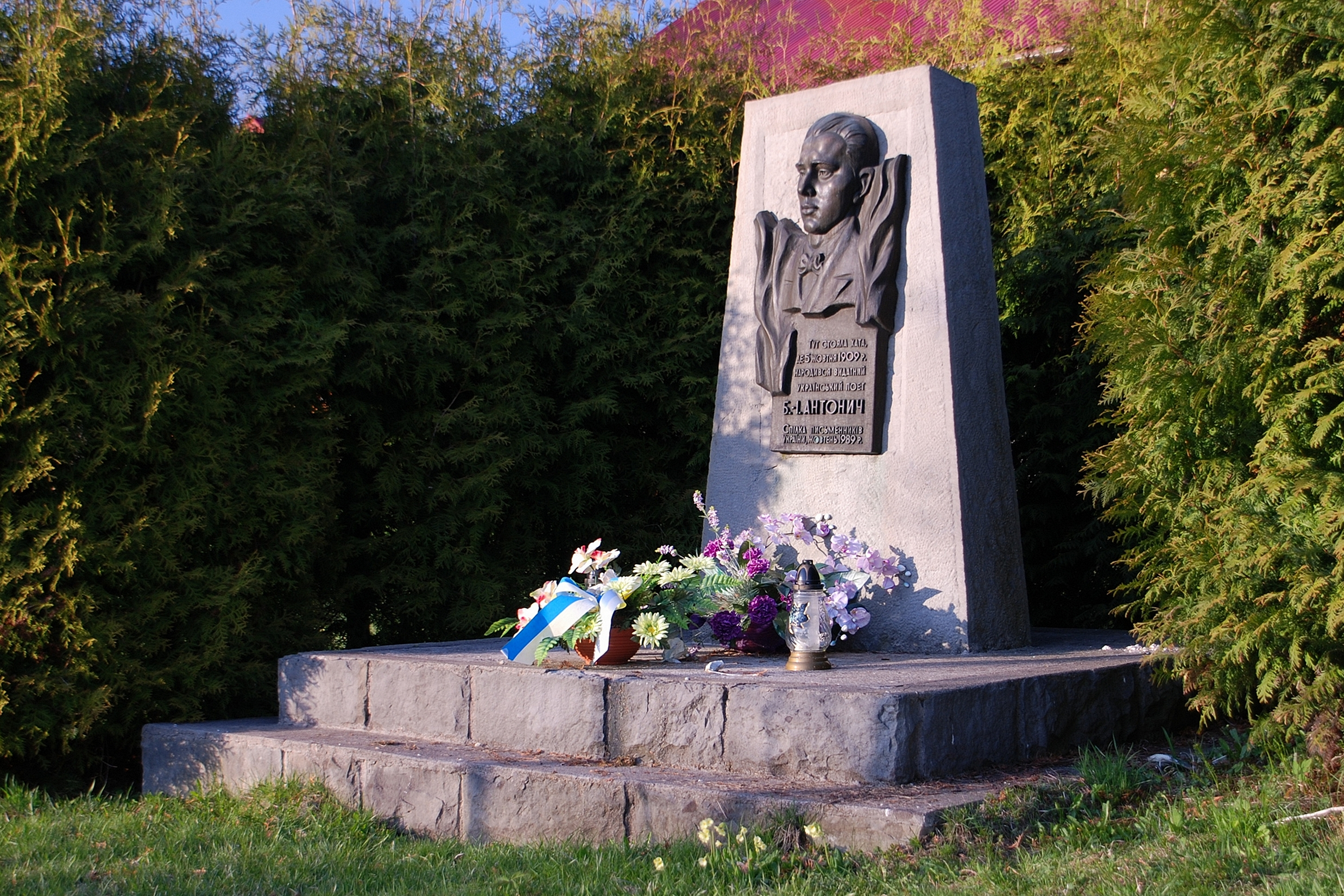
Pomnik B.I. Antonycza

Nowica (dodatkowa nazwa w j. łemkow. Нoвиця, trb. Nowycia) – wieś w Polsce położona w województwie małopolskim, w powiecie gorlickim, w gminie Uście Gorlickie.
W latach 1975–1998 miejscowość położona była w województwie nowosądeckim.

## Położenie geograficzne
Osada położona jest w Beskidzie Niskim, nad potokiem Przysłup, wpadającym do zalewu Klimkówka. Nad miejscowością od północy góruje masyw Magury Małastowskiej.

## Części wsi
| SIMC    | Nazwa    | Rodzaj     |
| ------- | -------- | ---------- |
| 0468170 | Przysłop | przysiółek |

## Historia
Nowica istniała już na początku XVI wieku w dobrach rodu Gładyszów. We wsi zachowane jest wiele łemkowskich chyż oraz greckokatolicka cerkiew pw. św. Paraskewy, gdzie są celebrowane msze w obrządku greckokatolickim. Cerkiew ta została zbudowana w 1843 roku. Wewnątrz znajduje się ikonostas z XVIII wieku oraz polichromia z 1927 roku.
W Nowicy znajduje się też greckokatolicka kaplica Zaśnięcia Bogurodzicy, gdzie co roku 28 sierpnia odbywa się odpust. Nieopodal kaplicy stoi tablica pamiątkowa Bohdana Ihora Antonycza (1909–1937), poety ukraińskiego, który urodził się w Nowicy. Obok pomnika znajduje się stara plebania greckokatolicka, która w 2004 roku została przekazana przez metropolitę greckokatolickiego abpa Jana Martyniaka bractwu młodzieży greckokatolickiej „Sarepta”.
W Nowicy i sąsiednim Przysłupie (Przysłopie) ludność zajmowała się wyrobem przedmiotów z drewna, tradycja ta przetrwała do dziś i w niektórych domach można kupić drewniane łyżki.

## Zabytki
Obiekty wpisane do rejestru zabytków nieruchomych województwa małopolskiego:
- cerkiew św. Paraskewy,
- kaplica Zaśnięcia Bogurodzicy z 1889,
- cmentarz wojenny nr 58, w lesie, w pobliżu szczytu Magury Małastowskiej,
- cmentarz wojenny nr 59, w lesie, na zboczu Magury Małastowskiej.

## Osoby związane z miejscowością
- Bohdan Ihor Antonycz – poeta ukraiński[7][8]